# Rodolfo Emilio Brignole Sale
Il Serenissimo Rodolfo Emilio Brignole Sale, marchese di Groppoli (Genova, 27 giugno 1708 – Genova, 18 aprile 1774), fu il 167º doge della Repubblica di Genova.

## Biografia

Stemma nobiliare della famiglia Brignole Sale

### Primi anni
Ultimogenito maschio di Anton Giulio Brignole Sale e Isabella Brignole, nacque a Genova il 27 giugno 1708. Iscritto nel libro d'oro della nobiltà cittadina dal 2 dicembre 1720, non si conosce se Rodolfo Brignole Sale studiò come il fratello maggiore Giovanni Francesco (doge nel biennio 1746-1748) al Convitto Tolomei di Siena, ma certamente legò i suoi interessi verso la letteratura e l'arte: fu, infatti, arcade nella Colonia ligustica (affiliata all'Accademia dell'Arcadia). Nel 1739 ebbe il suo primo incarico pubblico di rilievo come padre del Comune.
L'anno successivo partì alla volta di Vienna alla corte della sovrana Maria Teresa d'Austria in un'ambasceria molto importante per la Repubblica di Genova, e cioè la trattazione o meglio dire una garanzia da parte austriaca di assoluto appoggio alla causa genovese in Corsica, colonia in tumulto tra scontri di piazza e presidi francesi. L'ambasciatore Rodolfo Brignole Sale fu ricevuto l'8 giugno 1740 e l'anno successivo lo si ritrova a Presburgo dove la corte viennese si era trasferita a seguito della guerra di successione.
Tornò a Genova nel 1742 dove nuovamente ricoprì, fino al 1745, la carica di padre del Comune. In questi stessi anni fu anche membro del Minor Consiglio della Repubblica dove partecipò attivamente alle sedute e appoggiò sempre le linee dettate e proposte da suo fratello Giovanni Francesco, quest'ultimo guida e mentore nella vita politica del fratello minore Rodolfo. Nelle fasi cruciali che portarono all'occupazione austriaca di Genova - nell'autunno e inverno del 1746 - il nobile marchese di Groppoli dovette recarsi a Lucca per curare un'affezione di erpete e pure successivamente si allontanò dalla capitale genovese, ma per gestire i propri interessi economici in Francia e il suo vasto patrimonio (un capitale dichiarato - nel 1738 - di 709.000 lire genovesi, che lo designava al ventesimo posto nella graduatoria degli abbienti della Repubblica).
Dal 1750 al 1762 ricoprì le seguenti cariche pubbliche: nel dicembre 1750 fu estratto procuratore; nel 1754 e nel 1765 fu due volte governatore della Repubblica e, nello stesso periodo, fece parte del magistrato delle Nuove fortificazioni e della Giunta di giurisdizione; senatore della Repubblica per quattro volte; inquisitore di Stato e supremo sindacatore.
La morte del fratello ed ex doge di Genova Giovanni Francesco, nel 1760, in mancanza di prole diretta dopo il decesso degli unici due figli del fratello, portarono Rodolfo Brignole Sale ad ereditare buona parte del cospicuo patrimonio monetario e immobiliare, ma ciò scatenò un lungo contenzioso legale con l'altro fratello vivente Giuseppe Maria. Tra i possedimenti contestati dal fratello vi fu la storica dimora dei Brignole Sale, il palazzo Rosso di Strada Nuova, residenza che lo stesso Rodolfo si affrettò ad accaparrarsi, con l'ausilio di una buona scorta di uomini armati, alla lettura della prima istanza favorevole della Ruota civile e che non abbandonò (quasi asserragliandosi al suo interno) anche quando il Senato divenne proprietario interinale del palazzo (poi nuovamente e definitivamente ceduto a Rodolfo Brignole Sale con una seconda sentenza del tribunale).
Nonostante questa parentesi che gettò di certo un'ombra sulla figura del nobile marchese, i membri del Gran Consiglio votarono favorevolmente il 25 novembre 1762 alla sua nomina a doge: la centoventiduesima in successione biennale e la centosessantasettesima nella storia repubblicana.

## Il dogato e gli ultimi anni
Incoronato ufficialmente con solenne cerimonia del 16 aprile 1763 presso la cattedrale di Genova, nel mandato del doge Rodolfo Brignole Sale fu approvata la prima istituzione di scuole gratuite per i bambini più poveri della città, la cui educazione venne affidata ad alcuni preti; si sancì l'impedimento di lasciti di stabili alle corporazioni religiose e si predispose l'allontanamento dell'ordine dei Servi di Maria dal territorio genovese dopo che il padre generale servita visitò, senza autorizzazione da parte delle autorità di Genova, l'isola di Corsica.
Terminato il biennio dogale il 25 novembre 1764 Rodolfo Brignole Sale tornò a soggiornare nel suo palazzo del centro storico. Servì ancora lo stato con la carica di preside del magistrato di Guerra e di preside del magistrato degli Inquisitori di Stato; tra il 1768 e il 1774 fu diverse volte addetto alla Giunta dei confini e, infine, nel 1767 e nel 1773 fu tra i protettori della nazione ebrea.
Per un improvviso attacco apoplettico morì a Genova il 18 aprile 1774 trovando sepoltura nella cappella gentilizia dei Brignole Sale nella chiesa di Santa Maria di Castello.

## Vita privata
Sposò Pellina Lomellini, detta "Pellinetta", figlia di Giovanni Domenico Lomellini ed Emelia Pallavicini, entrambi appartenenti a importanti famiglie del patriziato genovese. Pellina e Rodolfo ebbero un unico figlio, Anton Giulio III Brignole Sale, nono marchese di Groppoli dopo il padre.
Era zio della principessa di Monaco poi di Condé Maria Caterina Brignole Sale.